# Dex Elliot Sanders
Dex Elliot Sanders is een Amerikaans acteur, filmregisseur, filmproducent, cameraman en scenarioschrijver.

## Carrière
Sanders begon in 1989 met acteren in de televisieserie China Beach. Hierna heeft hij nog meerdere rollen gespeeld in televisieseries en televisiefilms zoals Last Action Hero (1993), Strange Days (1995) en Beverly Hills, 90210 (1998). 
Sanders is ook actief als filmregisseur, filmproducent, cameraman en scenarioschrijver met de film King of the Underground die hij in 2011 gemaakt heeft.

## Filmografie[2]

### Films
Uitgezonderd korte films.
- 2011 King of the Underground – als D.E.X.
- 2002 Play'd: A Hip Hop Story – als Skeem
- 2002 Little John – als Nelson
- 1998 CHiPs '99 – als Asahi
- 1997 Riot – als Shyboy
- 1995 Strange Days – als Curtis
- 1995 Fast Company – als Darryl Fielding
- 1994 M.A.N.T.I.S. – als L.T.
- 1993 Last Action Hero – als Mitchell

### Televisieseries
Uitgezonderd eenmalige gastrollen.
- 1998 Beverly Hills, 90210 – als Kyle Scott – 2 afl.
- 1993 L.A. Law - als Gary Stubbs – 2 afl.

### Filmregisseur/Filmproducent/Scenarioschrijver
- 2018 O.K. - korte film
- 2018 Mirror on the Wall - korte film
- 2017 Peeking Out the Window - korte film
- 2016 The Heart of Baltimore - documentaire
- 2016 Rest in Peace - korte film
- 2015 World I See - korte film
- 2015 Bout to Be a Riot - korte film
- 2011 King of the Underground - film